# Varbergs Bostad
Varbergs Bostadsaktiebolag är ett allmännyttigt bostadsföretag som ägs av Varbergs kommun. Företaget äger och förvaltar mer än 5 000 lägenheter runt om i kommunen, de flesta i centralorten Varberg, samt omkring 1 500 andra objekt, såsom garage och kontorslokaler.

## Historia
Varbergs Bostad grundades 20 maj 1947 med namnet Stiftelsen Hyresbostäder. De första bostäderna byggdes i kvarteret Kurtinen i Varberg och stod klara 1949. Det första stora bostadsområdet var Brunnsberg på 1950-talet. Mot slutet av årtiondet ändrades företagets namn till Stiftelsen Hyresfastigheter i Varberg.
På 1960-talet bildades bostadsstiftelser även i landskommunerna Tvååker, Veddige och Värö. Dessa slogs samman med Stiftelsen Hyresfastigheter efter kommunreformen 1971.
Stiftelsen ombildades till ett aktiebolag, Varbergs Bostads AB, 1995. I början av 2000-talet togs beteckningen AB bort från namnet.

## Miljöprofilering
Varbergs Bostad profilerar sig som ett miljövänligt företag. Sommaren 1999 blev företaget det andra bostadsbolaget i Sverige som certifierats enligt ISO 14001. Bland annat främjar man källsortering genom så kallade "miljöhus" i bostadsområdena, där hyresgästerna kan sortera sitt avfall.